# Sharman Networks
La Sharman Networks è una società con sede in Australia e un distaccamento in Vanuatu. Possiede i diritti per il software di file sharing Kazaa. È stata creata nel gennaio del 2002, quando i proprietari originali di KaZaA sono stati chiamati in giudizio nei Paesi Bassi.